# Wissen (Stadt)
Wissen, auch Wissen/Sieg, ist eine Stadt im Landkreis Altenkirchen (Westerwald) in Rheinland-Pfalz. Sie ist der Verwaltungssitz der Verbandsgemeinde Wissen, der sie auch angehört. Die Stadt ist ein staatlich anerkannter Luftkurort und gemäß Landesplanung als Mittelzentrum ausgewiesen.

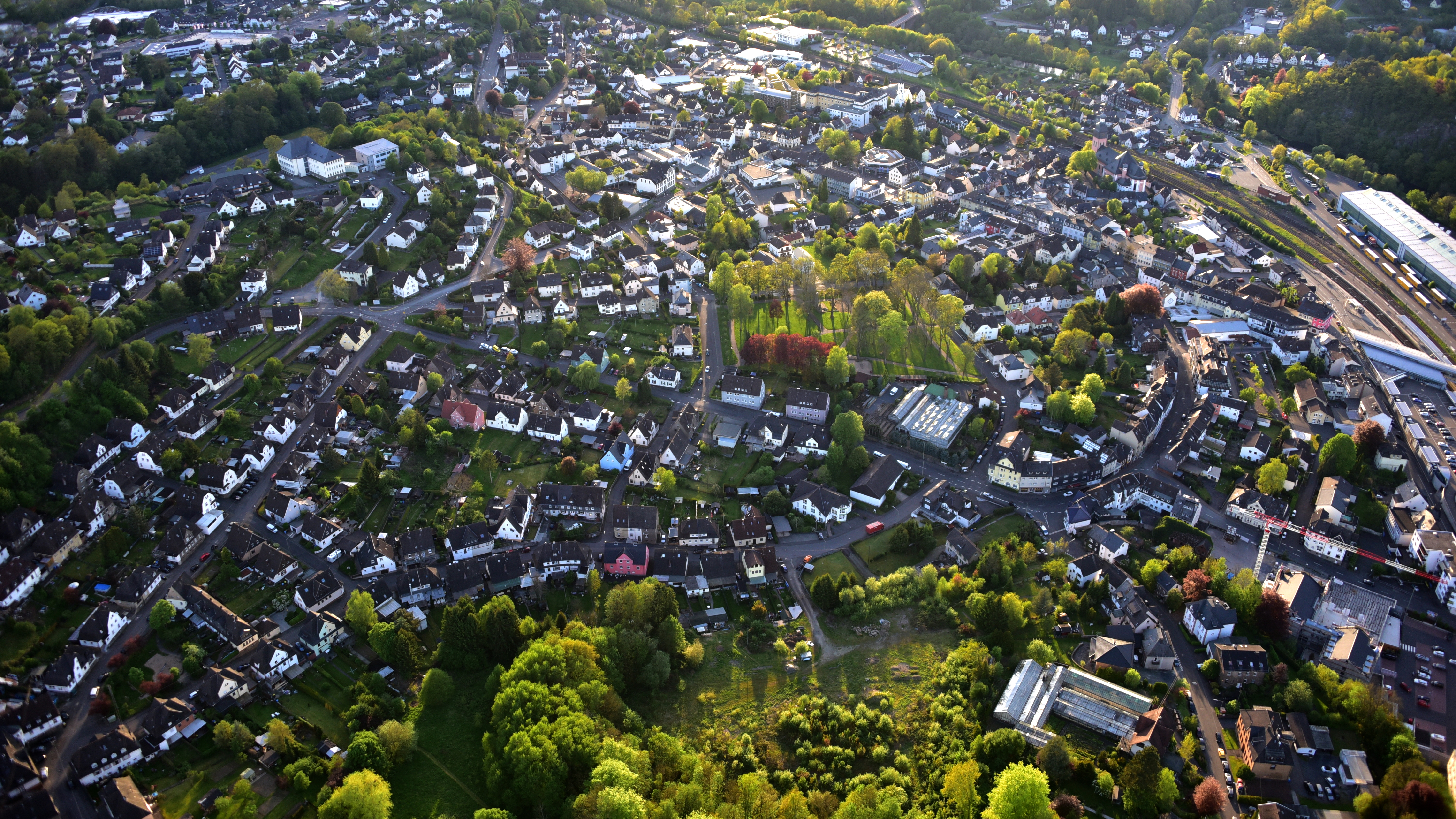
Wissen, Luftaufnahme (2017)

## Geographie

### Lage
Die Stadt liegt an der Sieg etwa 35 km südwestlich von Siegen, zentral zwischen dem Altenkirchener Oberkreis und Unterkreis an den nördlichen Ausläufern des Westerwaldes an den Übergängen zum Bergischen Land und dem Siegerland.

### Stadtgliederung
Zur Stadt Wissen gehören die Stadtteile Alserberg, Altenbrendebach, Brückhöfe, Dorn, Ende, Endepfuhl, Glatteneichen, Hausen, Hufe, Köttingen, Neubrendebach, Neuhöfchen, Niederhombach, Nisterbrück, Oberhombach, Pirzenthal, Schönstein, Weidacker, Wendlingen sowie mehrere Weiler und Höfe.

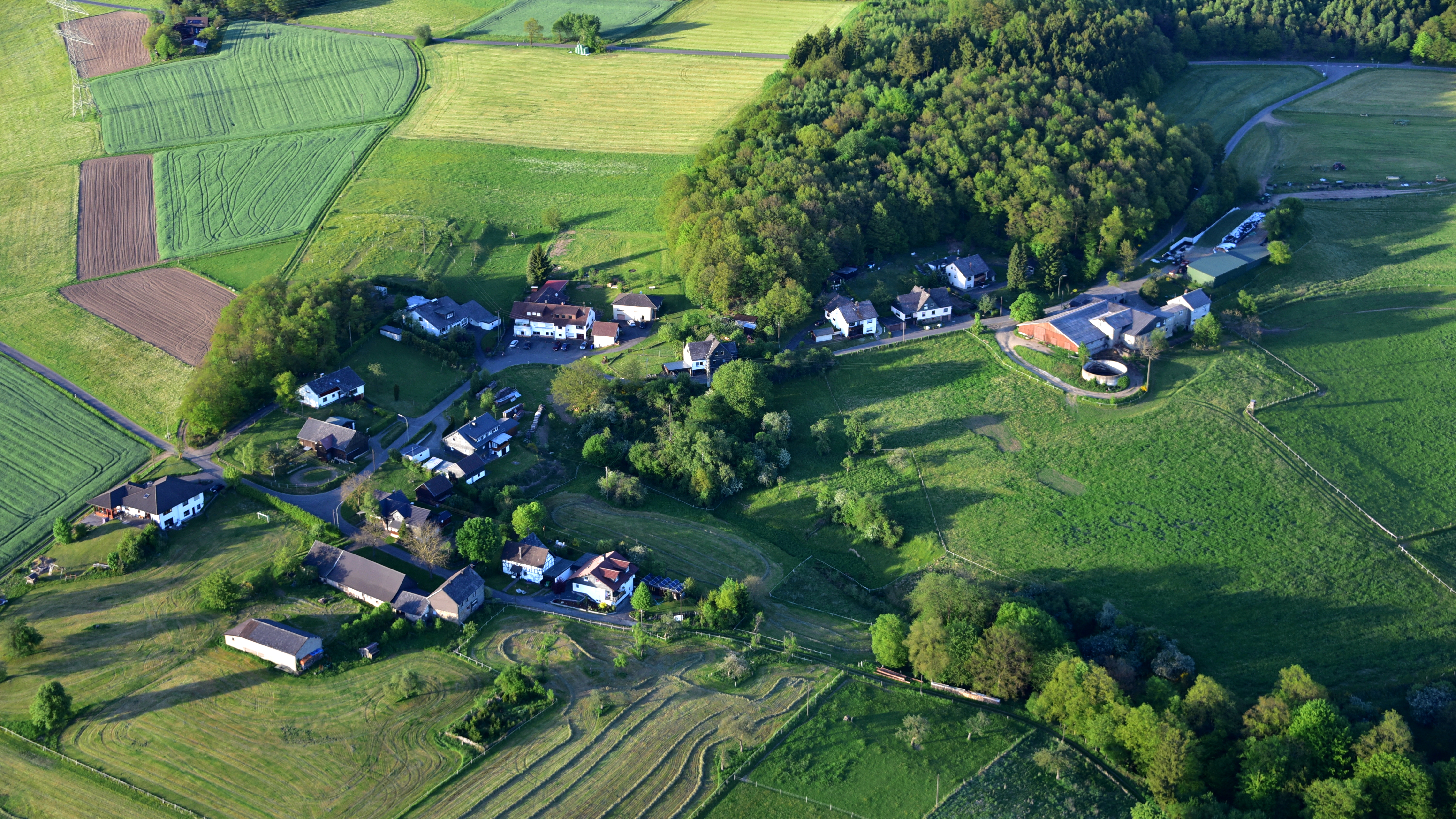
Wissen (Stadt), Glatteneichen, Luftaufnahme (2017)

## Geschichte und Entwicklung

### Geschichte
Eine erste geschichtliche Erwähnung des Ortes datiert aus dem Jahr 913. Die Ursprungssiedlung wurde in der zweiten Siedlungsperiode im Rodungsbezirk am Rande der Erzdiözese Köln gegründet und 1048 „Wisnerofanc“ genannt.
Die Herren von Arenberg, Burggrafen von Kurköln, erhielten die Grundherrschaft 1176. Nach deren Aussterben 1280 zog das Erzstift Köln das Kirchspiel Wissen links der Sieg als erledigtes Lehen ein. Der rechts der Sieg gelegene Teil des Kirchspiels blieb den Herren von Wildenburg, deren Linie Werther des Hauses Hatzfeldt-Wildenburg später auch Wissen links der Sieg als Lehen nahm.
Von 1803 bis 1815 kamen die Teile des Kirchspiels zu Nassau, danach wurde das Kirchspiel unter preußischer Herrschaft vereinigt und Wissen wurde Sitz einer Bürgermeisterei. Im 19. Jahrhundert wurde die Verkehrsanbindung Wissens erheblich verbessert und es siedelten sich auch größere Industriebetriebe an. Wissen links der Sieg und Wissen rechts der Sieg waren zunächst politisch eigenständige Gemeinden, ehe sie am 1. Oktober 1952 zur neuen Gemeinde Wissen vereinigt wurden. Am 19. April 1969 wurden Wissen die Stadtrechte verliehen. Die Eingemeindung der drei bis dahin selbstständigen Gemeinden Elbergrund, Köttingerhöhe und Schönstein erfolgte am 7. Juni 1969.

### Einwohnerstatistik
Die Entwicklung der Einwohnerzahl bezogen auf das heutige Stadtgebiet von Wissen; die Werte von 1871 bis 1987 beruhen auf Volkszählungen:
| Wissen: Einwohnerzahlen von 1815 bis 2024 | Wissen: Einwohnerzahlen von 1815 bis 2024 | Wissen: Einwohnerzahlen von 1815 bis 2024 | Wissen: Einwohnerzahlen von 1815 bis 2024 | Wissen: Einwohnerzahlen von 1815 bis 2024 |
| ----------------------------------------- | ----------------------------------------- | ----------------------------------------- | ----------------------------------------- | ----------------------------------------- |
| Jahr                                      |                                           |                                           |                                           | Einwohner                                 |
| 1815                                      | 1815                                      |                                           | 2.629                                     | 2.629                                     |
| 1835                                      | 1835                                      |                                           | 3.151                                     | 3.151                                     |
| 1871                                      | 1871                                      |                                           | 4.623                                     | 4.623                                     |
| 1905                                      | 1905                                      |                                           | 6.282                                     | 6.282                                     |
| 1939                                      | 1939                                      |                                           | 7.702                                     | 7.702                                     |
| 1950                                      | 1950                                      |                                           | 8.447                                     | 8.447                                     |
| 1961                                      | 1961                                      |                                           | 9.166                                     | 9.166                                     |
| 1970                                      | 1970                                      |                                           | 8.951                                     | 8.951                                     |
| 1987                                      | 1987                                      |                                           | 8.321                                     | 8.321                                     |
| 1997                                      | 1997                                      |                                           | 8.814                                     | 8.814                                     |
| 2005                                      | 2005                                      |                                           | 8.538                                     | 8.538                                     |
| 2011                                      | 2011                                      |                                           | 8.210                                     | 8.210                                     |
| 2017                                      | 2017                                      |                                           | 8.419                                     | 8.419                                     |
| 2024                                      | 2024                                      |                                           | 8.679                                     | 8.679                                     |
|                                           |                                           |                                           |                                           |                                           |

### Konfessionsstatistik
Mit Stand 30. Juni 2005 waren von den Einwohnern 59,1 % römisch-katholisch, 22,0 % evangelisch und 17,8 % waren konfessionslos oder gehörten einer anderen Glaubensgemeinschaft an.
Mit Stand März 2025 waren von den Einwohnern 39,1 % römisch-katholisch, 16,6 % evangelisch und 44,3 % waren konfessionslos oder gehörten einer anderen Glaubensgemeinschaft an. Der Anteil der Protestanten und vor allem die der Katholiken an der Gesamtbevölkerung ist demnach seit 2005 gesunken.

## Politik

### Stadtrat

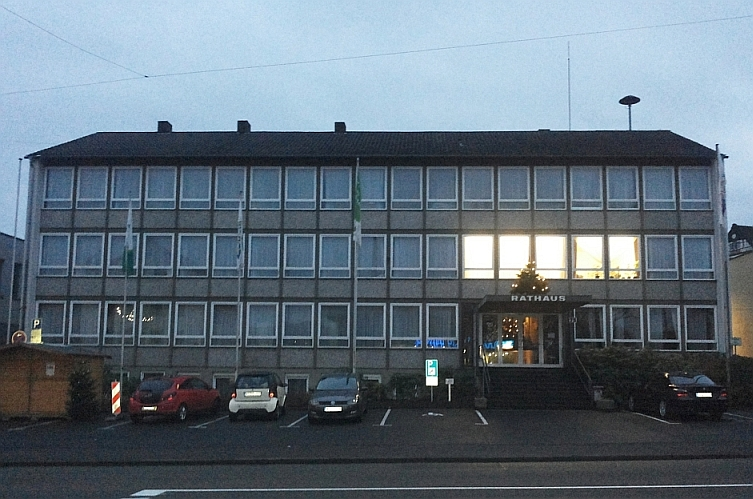
Rathaus

Der Stadtrat in Wissen besteht aus 24 Ratsmitgliedern, die bei der Kommunalwahl am 9. Juni 2024 in einer personalisierten Verhältniswahl gewählt wurden, und dem ehrenamtlichen Stadtbürgermeister als Vorsitzendem.
Wahlergebnis (alle Angaben in Prozent, in Klammern die Veränderung zur Wahl 2019):
CDU 45,0 (−2,7), FWG 22,9 (+7,7), SPD 22,0 (−1,2), Grüne 10,1 (−3,8); Wahlbeteiligung 56,7 (+2,1).
Die Sitzverteilung im Stadtrat:
| Wahl | SPD | CDU | FDP | Grüne | FWG | Gesamt   |
| ---- | --- | --- | --- | ----- | --- | -------- |
| 2024 | 5   | 11  | –   | 2     | 6   | 24 Sitze |
| 2019 | 6   | 11  | –   | 3     | 4   | 24 Sitze |
| 2014 | 8   | 13  | 0   | 1     | 2   | 24 Sitze |
| 2009 | 8   | 13  | 1   | –     | 2   | 24 Sitze |
| 2004 | 6   | 15  | 1   | –     | 2   | 24 Sitze |

- FWG = Freie Wählergruppe Verbandsgemeinde Wissen e. V.

### Bürgermeister
Seit dem 18. Juni 2017 ist Berno Neuhoff (CDU) Bürgermeister. Bei der Direktwahl am 26. Mai 2019 wurde er mit einem Stimmenanteil von 75,29 % bestätigt. Bei der Direktwahl am 9. Juni 2024 wurde er mit 62,4 % der Stimmen ohne Gegenkandidat erneut wiedergewählt. Die Wahlbeteiligung lag bei 57,0 %.

### Wappen

#### Stadtwappen
| Wappen von Wissen | Blasonierung: „In Silber ein schwarzes Andreaskreuz.“ |
| Wappen von Wissen | Wappenbegründung: Die Farben, schwarzes Kreuz auf silbernem Grund, weisen auf die Zugehörigkeit Wissens zum Kurfürstentum Köln zur Zeit des alten Reiches hin. Mit der Beibehaltung der alten Symbole soll auch die Erinnerung an den fast 1000-jährigen Bergbau im Raum um Wissen wachgehalten werden. Das Andreaskreuz ist heute noch bedeutsamstes Warnzeichen unter Tage. Das Wappen stellt das in einem Siegel von 1539 überlieferte Wappen des Gerichtes Wissen – ein Andreaskreuz – dar und war schon Bestandteil des vorherigen Wappens. Am 2. Oktober 1968 wurde der damaligen Gemeinde Wissen von der Bezirksregierung Koblenz die Genehmigung zur Führung der heute gültigen Version erteilt. |

#### Historisches Wappen
| Wappen von Wissen | Blasonierung: „In Silber ein schräglinker blauer Wellenbalken, darüber ein schwebendes schwarzes Andreaskreuz, darunter drei rote heraldische Rosen mit goldenen Butzen und grünen Kelchblättern.“ |
| Wappen von Wissen | Wappenbegründung: Das 1960 genehmigte Gemeindewappen symbolisiert Lage, Entwicklung und frühere Geschichte des Dorfes. Der Wellenbalken weist auf die Zusammenlegung von Teilen der vorher selbstständigen Gemeinden Wissen rechts und Wissen links der Sieg 1952 hin. Der links des Flusses gelegene Ortsteil gehörte 1803 zum Kurstaat Köln, auf dessen Kreuzwappen sich die Farben Schwarz und Silber beziehen, wobei die Andreaskreuzform an das Bildsiegel des Gerichts Wissen von 1539 erinnert. Die Rosen sind dem Wappen der Herren von Wildenburg-Hatzfeld entlehnt; Wissen rechts der Sieg war einst Teil ihrer gleichnamigen Herrschaft. |

### Städtepartnerschaften
Die Stadt Wissen unterhält Partnerschaften mit den Städten Chagny (seit 1968) in Frankreich, mit der Gartenstadt Letchworth (seit 1983) im Vereinigten Königreich und Krapkowice (dt. Krappitz, seit 2000) in Polen.

## Kultur und Sehenswürdigkeiten

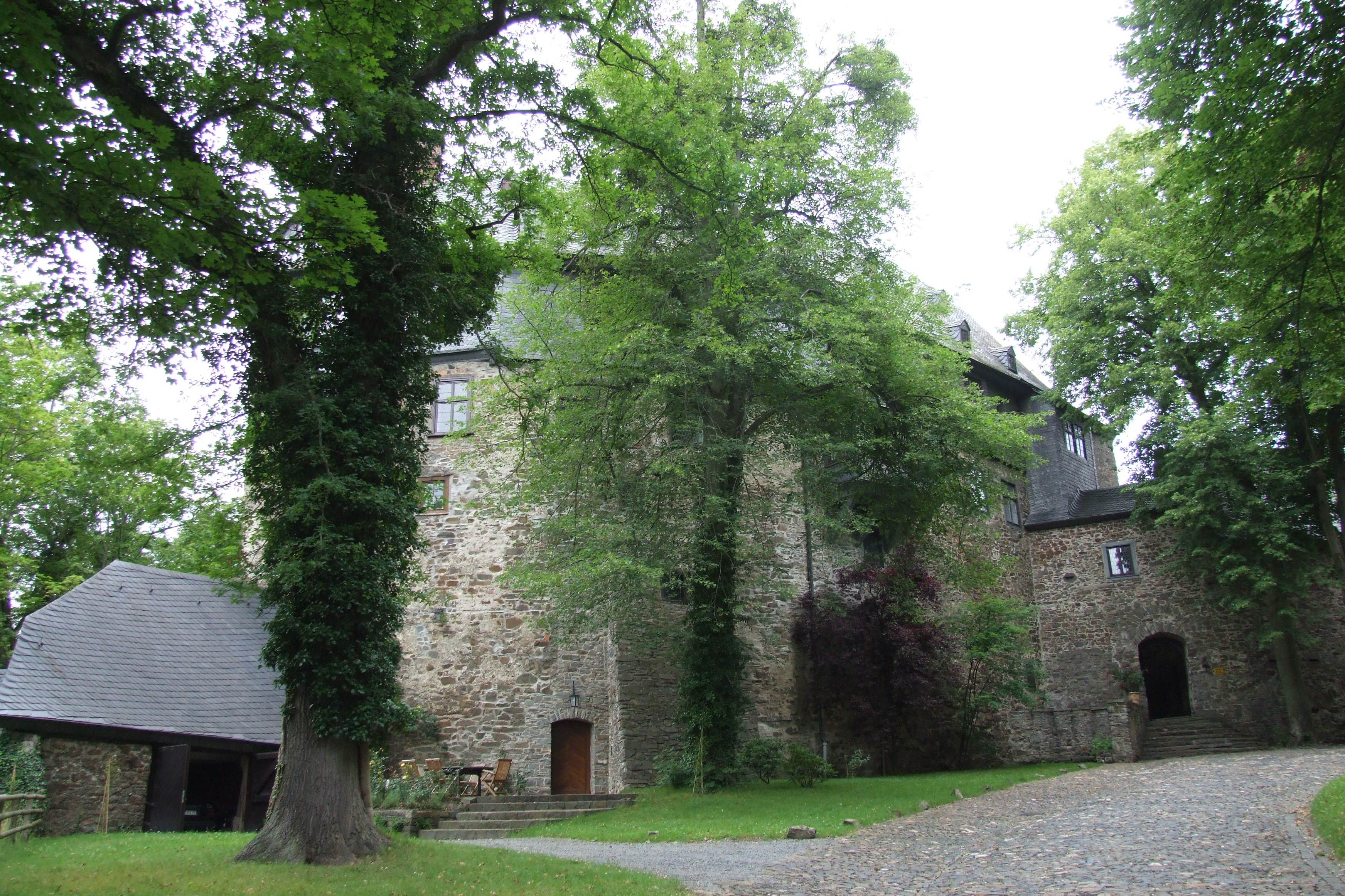
Schloss Schönstein

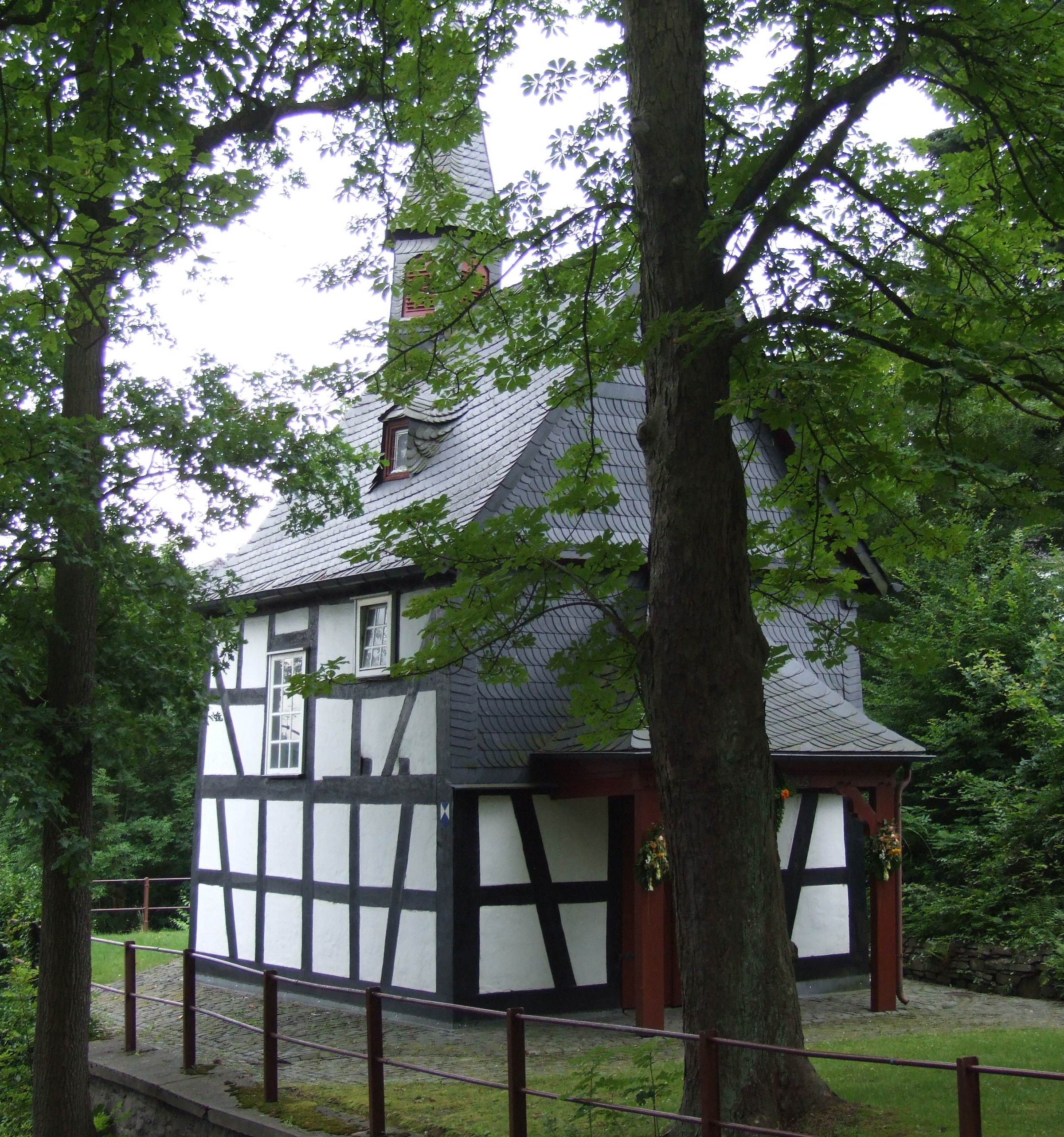
Heisterkapelle

### Sehenswürdigkeiten
- Schloss Schönstein
- Heisterkapelle, eine der ältesten Fachwerkkapellen des Landes
- Katholische Pfarrkirche Kreuzerhöhung (Grundsteinlegung im Jahre 1000) mit dem Kreuzaltar aus dem Kloster Grafschaft[15] und Freskenausmalung Peter Heckers aus den Jahren 1928–1931
- Schnapper und Doppler, zwei etwa 3 Meter hohe Skulpturen von Arnold Morkramer (1929–2024), stehen seit 2012 im Kreisel am westlichen Ende der Walzwerkstraße. Die Figuren erinnern an die harte Arbeit im ehemaligen Warmwalzwerk von Wissen.[16]
- siehe auch → Liste der Kulturdenkmäler in Wissen

### Regelmäßige Veranstaltungen
Die größten regelmäßigen Veranstaltungen sind das jährliche Schützenfest des Schützenvereins Wissen sowie das Schützenfest im Stadtteil Schönstein, der Jahrmarkt der katholischen Jugend, das Frühjahrskonzert der Stadt- und Feuerwehrkapelle Wissen sowie das Karnevalsprogramm mit dem am Karnevalsdienstag stattfindenden Umzug durch die Stadt.
Zahlreiche Veranstaltungen der unterschiedlichsten Art finden daneben in der Veranstaltungshalle kulturWERKwissen statt, die 2009 eröffnet wurde.
Größte Veranstaltung ist hier die NachtSchicht (Industriekultur Westerwald & Sieg) jedes Jahr im Juni.

## Wirtschaft und Infrastruktur

### Industrieunternehmen
Wissen war u. a. Hauptsitz des Nutzfahrzeugherstellers Nistertal Walter Niepenberg Maschinenfabrik, der neben seiner Fahrzeugproduktion vor allem als Zulieferbetrieb für die Automobilindustrie und für die Produktion von Elektro-Schweißgeräten internationale Bekanntheit erlangte.

### Verkehr

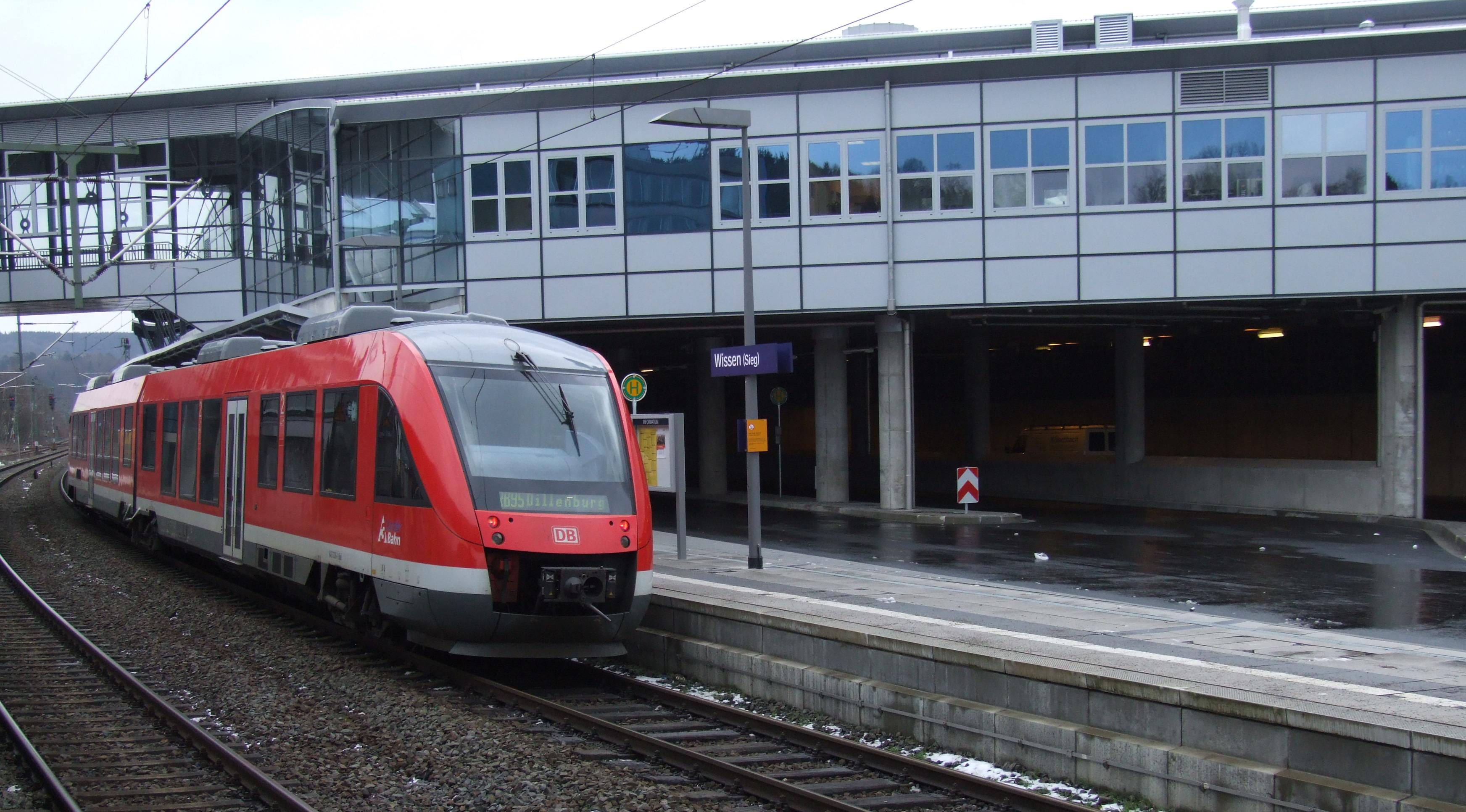
Regiobahnhof Wissen, 2007

Der Bahnhof Wissen (Sieg) liegt an der Bahnstrecke Köln–Siegen. Er wird derzeit durch die SPNV-Linien RE 9 und RB 90 der Hessischen Landesbahn (HLB) bedient.
| Linie | Linienverlauf | Takt                                             |
| ----- | --- | ------------------------------------------------ |
| RE 9  | Rhein-Sieg-Express: Aachen Hbf – Aachen-Rothe Erde – Stolberg (Rheinl) Hbf – Eschweiler Hbf – Langerwehe – Düren – Horrem – Köln-Ehrenfeld – Köln Hbf – Köln Messe/Deutz – Porz (Rhein) – Troisdorf – Siegburg/Bonn – Hennef (Sieg) – Eitorf – Herchen – (Dattenfeld –)* Schladern (Sieg) – (Rosbach (Windeck) –)* Au (Sieg) – (Etzbach –)* Wissen (Sieg) – (Niederhövels – Scheuerfeld (Sieg) –)* Betzdorf (Sieg) – Kirchen – Brachbach (– Niederschelden – Eiserfeld (Sieg))* – Siegen Hbf * Halt einzelner Züge im Nacht- und Berufsverkehr Stand: Fahrplanwechsel Dezember 2023 | 60 min                                           |
| RB90  | Westerwald-Sieg-Bahn: (Kreuztal – Siegen-Geisweid – Siegen-Weidenau –)* Siegen Hbf – Eiserfeld (Sieg) – Niederschelden Nord – Niederschelden – Mudersbach – Brachbach – Freusburg Siedlung – Kirchen – Betzdorf (Sieg) – Scheuerfeld (Sieg) – Niederhövels – Wissen (Sieg) – Etzbach – Au (Sieg) – Geilhausen – Hohegrete – Breitscheidt (Kr Altenkirchen Ww) – Kloster Marienthal (wochentags zweistdl.) – Obererbach – Altenkirchen (Westerwald) – Ingelbach – Hattert – Hachenburg – Unnau-Korb – Nistertal-Bad Marienberg (– Büdingen (Westerw) – Enspel – Rotenhain) (zweistündlich) – Langenhahn – Westerburg – Willmenrod – Berzhahn – Wilsenroth – Frickhofen – Niederzeuzheim – Hadamar – Niederhadamar – Elz (Kr Limburg/Lahn) – Staffel – Diez Ost – Limburg (Lahn) * einzelne Züge an Werktagen Stand: Fahrplanwechsel Dezember 2024 | 60 min zus. Verstärkerzüge Betzdorf–Altenkirchen |

Der Regiobahnhof, welcher das Erscheinungsbild der Stadt verändert hat, wurde im November 2006 feierlich eingeweiht. Die Kosten des Projektes beliefen sich auf etwa 14 Millionen Euro.
Früher gab es mit der Südstrecke der Wissertalbahn auch eine Bahnverbindung nach Morsbach (Sieg), die im Zweiten Weltkrieg zwischen Morsbach-Volperhausen und Wissen (Sieg) zerstört, aufgrund von Reparationsleistungen abgebaut und nicht mehr wiederaufgebaut wurde.

### Öffentliche Einrichtungen
Das St.-Antonius-Krankenhaus Wissen ist eine Einrichtung der Gemeinnützigen Gesellschaft der Franziskanerinnen zu Olpe mbH. Das Angebot umfasst neben der Psychiatrischen Institutsambulanz mit zwei angeschlossenen Tageskliniken das Altenheim St. Hildegard und die kirchliche Sozialstation.

### Bildungseinrichtungen
In der Stadt Wissen existieren die Franziskus-Grundschule, die Marion-Dönhoff-Realschule plus sowie eine Berufsbildende Schule, das Kopernikus-Gymnasium und zwei Förderschulen.

## Persönlichkeiten

### Söhne und Töchter der Stadt
- Hermann Knackfuß (1848–1915), Maler, Kunstschriftsteller und Akademielehrer
- Bruno Tacke (1861–1942), Moorforscher und Bodenkundler
- Franz Bender (1876–1936), Historiker, Bibliothekar und Hochschullehrer
- August Wetter (1890–1970), Politiker (NSDAP), SA-Führer und Polizeipräsident von Koblenz
- Waldemar Schweitzer (1926–1978), Journalist und Verleger
- Roderich Reifenrath (* 1935), Journalist, ehemaliger Chefredakteur der Frankfurter Rundschau
- Bruno H. Reifenrath (1936–2015), deutscher Pädagoge und Philosoph
- Hans Dieter Stöver (1937–2020), Schriftsteller
- Ulrich Schmalz (* 1939), Politiker (CDU), Mitglied des Landtages und des Bundestages
- Ekkehard Streletzki (* 1940), deutscher Unternehmer und Hotelier
- Hannes Heer (* 1941), Historiker
- Gerd Alzen (* 1945),  Synchronsprecher und Radiomoderator
- Theo Kölzer (* 1949), Historiker und Diplomatiker
- Josef Sanktjohanser (* 1950), Manager und Präsident des Hauptverbandes des Deutschen Einzelhandels
- Klaus Anders (* 1952), Dichter und Übersetzer
- Anna Neuhof (* 1952), Politikerin (Bündnis 90/Die Grünen)
- Bernhard Alscher (* 1957), Politiker (FW)
- Andreas Krautscheid (* 1961), Politiker (CDU)
- Bernhard Stahl (* 1963), Politikwissenschaftler, Hochschullehrer
- Michael Klein (* 1964), evangelischer Pfarrer, Autor, Kirchenhistoriker und Hochschullehrer
- Andreas Rödder (* 1967), Historiker und Professor für Neueste Geschichte an der Johannes Gutenberg-Universität Mainz
- Gerhard Kaiser (* 1969), Germanist
- Matthias Rödder (* 1981), Schauspieler
- Jessica Weller (* 1983), Politikerin (CDU)

### Mit Wissen verbundene Personen
- Josefine Doerner (1895–1968), Politikerin (Zentrum, später CDU), lebte im Stadtteil Schönstein.
- Eda Jahns (1939–2020), Politikerin (SPD), Mitglied des Landtages Rheinland-Pfalz, lebte in Wissen.
- Hanns-Josef Ortheil (* 1951), Schriftsteller, Professor für Kreatives Schreiben, wuchs zum Teil in Wissen auf und lebt heute in Stuttgart und Wissen.
- Anton Joseph Steinbusch (1829–1883), katholischer Pfarrer, Gründer des örtlichen Krankenhauses, Initiator der ersten örtlichen Genossenschaftsbank und einer Heimatzeitung